# Vinny Golia

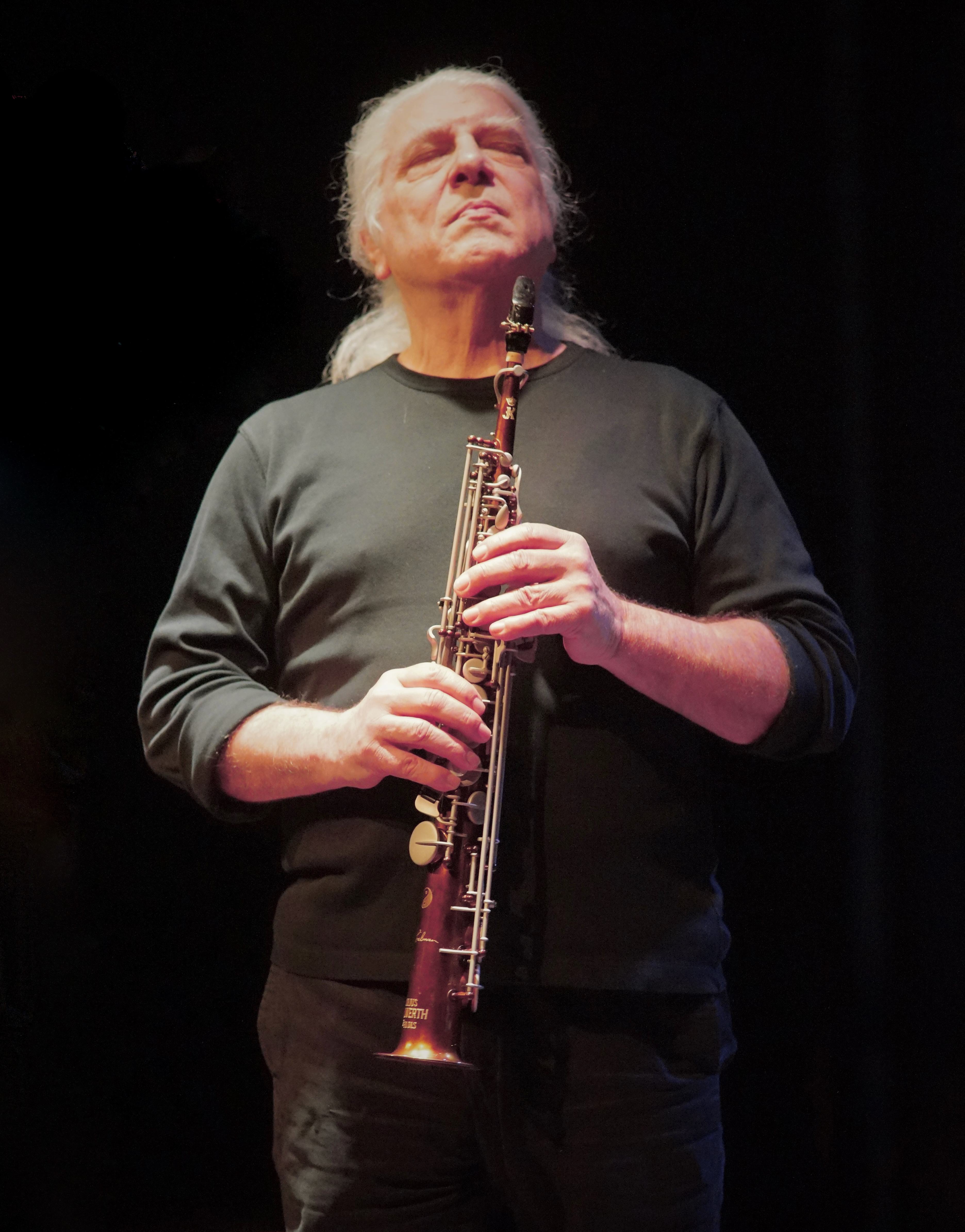
Vinny Golia

Vinny Golia (* 1. März 1946 in Bronx, New York City) ist ein US-amerikanischer Saxophonist (Sopran-, Bariton- und Tenorsaxophon) und Klarinettist sowie Komponist und Bandleader des Free und Creative Jazz, der freien Improvisation und der zeitgenössischen Musik.

## Wirken
In den 1970er Jahren erregte Golia Aufsehen als Multiinstrumentalist; mit seinen kleineren Ensembles und Big Bands tourte er durch die Vereinigten Staaten, trat auch in Europa und Japan auf. Im Jahr 1982 formierte er das 37 Musiker umfassende Vinny Golia Large Ensemble, das seine Kompositionen aufnahm. Er lebt in Los Angeles und unterrichtet am California Institute of the Arts. An seinen zahlreichen Plattenproduktionen für Nine Winds Records waren u. a. Bobby Bradford, Paul Smoker, Rob Blakeslee, Alex Cline, Ken Filiano, Steuart Liebig, Steve und Bruce Fowler beteiligt.
Golia spielte außerdem mit Musikern wie Anthony Braxton, Henry Grimes, John Carter, Bobby Bradford, Joëlle Léandre, Wadada Leo Smith, Horace Tapscott, John Zorn, Tim Berne, Bertram Turetzky, George Lewis, Barre Phillips, dem Rova Saxophone Quartet, Patti Smith, Harry „the Hipster“ Gibson, Eugene Chadbourne, Kevin Ayers, Andrea Centazzo, Peter Kowald, John Bergamo, der George Gruntz Concert Jazz Band, Misha Mengelberg, Nels Cline, Han Bennink, Lydia Lunch, Harry Sparnaay, Herb Robertson (Brooklyn-Berlin, 2000) und dem Los Angeles Philharmonic Orchestra.
Vinny Golia ist nach Richard Cook und Brian Morton „eine der zentralen Figuren des Avantgarde-Jazz an der amerikanischen Westküste. Mit seinem Label „Nine Winds“ unternahm er die Ein-Mann-Dokumentation des improvisierenden Untergrunds Kaliforniens“.
Golia ist auch als Komponist im Filmgeschäft tätig. So war er u. a. im Jahre 2000 an dem Horrorfilm They Nest – Tödliche Brut beteiligt.

## Seine Instrumente
Golia spielt mit einer großen Anzahl von Instrumenten wie Flöte, Piccoloflöte, Altflöte, Bassflöte, Kontrabassflöte, Ney, Blockflöten, Englisch Horn, Klarinetten, Bassklarinette,
Kontrabass-Klarinette, Saxophone, Soprillo, Sopranino-Saxophon, Sopransaxophon,
Saxello, Stritch, Tenorsaxophon, Baritonsaxophon, Bass-Saxophon, Tuba, Fagott, Oboe.

## Diskographische Hinweise

### Solos, Duos und Trios
- 1986 – Worldwide and Portable
- 1996 – The Art of Negociation
- 1998 – Duets
- 2000 – Nine Pieces for Solo B Clarinet
- 2022 – To Live and Breathe…
- 2022 – Golia Smiley Coulter, Effloresce (Kreating SounD)[1]
- 2022 – Golia Smiley Coulter, Refractories (Kreating SounD)[2]

### Weitere Combos
- 1986 – Regards from Norma Desmond
- 1993 – Against the Grain
- 1995 – Razor
- 1996 – Dante No Longer Regents
- 1998 – Lineage
- 2011 – Low And Inside; (Close Call Anyway...) mit Daniel Rosenboom, George McMullen, Gavin Templeton, Alex Noyce, Ken Filiano, Matt Mayhall
- 2011 – Take Your Time mit Bobby Bradford, Ken Filiano, Alex Cline
- 2012 – Vinny Golia, Marco Eneidi, Lisa Mezzacappa, Vijay Anderson: Hell-Bent in the Pacific (NoBusiness)
- 2017 – Vinny Golia Wind Quartet: Live at the Century City Playhouse – Los Angeles, 1979 (Dark Tree, ed. 2017)
- 2018 – Vinny Golia Sextet: Trajectory (Orenda Records/Nine Winds)
- 2019 – Boojum Quartet, mit Dan Clucas, Alex Cline, Steuart Liebig
- 2022 Vinny Golia, Matt Smiley, Ron Coulter Effloresce (Kreating SounD)[1]
- 2022 Vinny Golia, Matt Smiley, Ron Coulter Refractories (Kreating SounD)[2]
- 2023 Vinny Golia, Louis Lopez, Joshua Gerowitz, Matt Smiley, Ron Coulter Shimmer (Kreating SounD)[3]
- 2023 – Vinny Golia, Patrick Shiroishi, Catherine Sikora, Nick Skrowaczewski, Andrew Wedman, Stanley Jason Zappa: HelMel (Fort Evil Fruit)
- 2023 – Vinny Golia, Tina Raymond,  Sebastiano Dessanay: L. A. Impressions
- 2024 Vinny Golia, Matt Smiley, Ron Coulter Vibratile (Kreating SounD)[4]

With CRAG
- 2023 Polychromy (pfMENTUM, 2021) PFMCD143
- 2024 Missouri Scream (Kreating SounD, 2024) KSD 51[5]

With SeFa LoCo
- 2022 The Other One(s) (Kreating SounD, 2022)[6]
- 2023 Snarled (Kreating SounD, 2023)[7]
- 2023 Dance & Decay (Right Brain Records, 2023)[8]

### Big Bands
- 1985 – Pilgrimage to Obsurity
- 1991 – Commemoration
- 1992 – Decennium dans Axlan
- 1996 – Portland ’96
- 2011 – Music for Baritone Saxophone

## Hörproben
- Duett mit Mark Trayle und Gruppenimprovisation 3/00
- Solo Performance 7/00